# Vozovna Mrštíkova
Vozovna Mrštíkova je jediná vozovna libereckého tramvajového provozu, který zajišťuje Dopravní podnik měst Liberce a Jablonce nad Nisou. Ve vozovně, umístěné mezi ulicemi Tatranskou a Mrštíkovou, se nachází také sídlo společnosti, hala těžké údržby a napojení na železniční vlečku. Vozovna se každý rok otevírá veřejnosti při tradičním dnu otevřených dveří.

## Historie
Liberecká tramvajová vozovna vznikla v letech 1907–1908 jako náhrada za nevyhovující prostory vozovny v areálu nedaleké elektrárny v dnešní Tatranské ulici.
V letech 1994–2003 proběhla zásadní rekonstrukce vozovny, kdy byly zmodernizovány stávající haly a exteriér a postaveny zcela nové haly dle architektonického návrhu Patrika Kotase. Zároveň byl do vozovny zaveden standardní rozchod koleje 1435 mm, související s přerozchodováním liberecké trati.

## Napojení vozovny

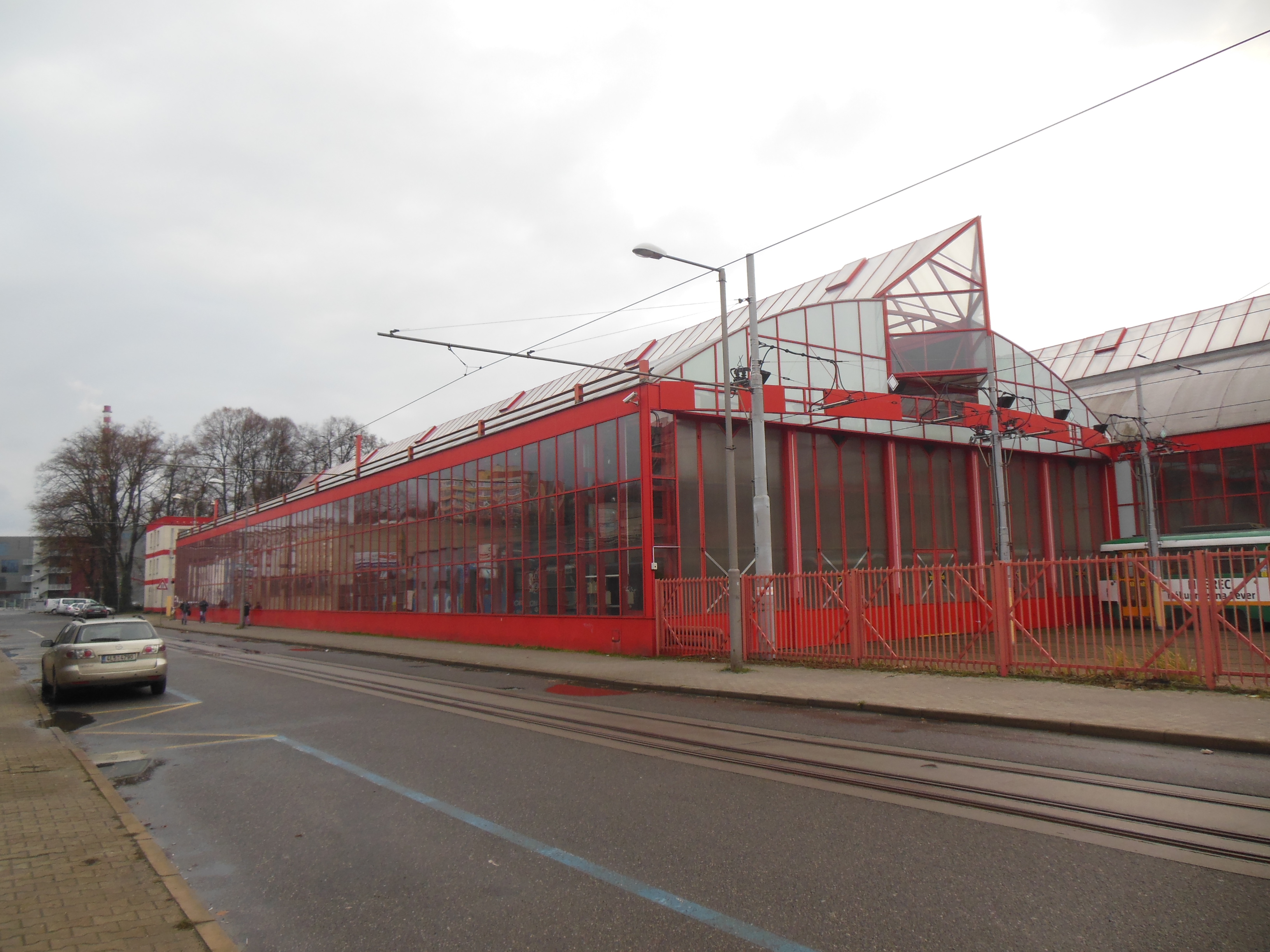
Jednokolejná trať pro zatahující vozy

Vozovna je napojena na libereckou městskou trať manipulační tratí, která odbočuje z této trati na křižovatce ulic 1. máje a U Nisy. Manipulační úsek dále pokračuje ulicí Tatranskou až k areálu vozovny.
Vjezd do vozovny je řešen atypicky, zatahující vozy překříží výjezdovou kolej a pokračují po jednokolejné trati v ulici Mrštíkova do vlastního vjezdu. Vyjíždějící vozy jedou hlavní vrátnicí rovnou do ulice Tatranská.